# Tuvalu földrajza
A Csendes-óceán nyugati felén fekvő Tuvalu, régebben Ellice-szigetek, Ausztráliától 4000 kilométerrel északkeletre fekszik. Félúton van Hawaii és Ausztrália között. Tuvalu négy szigetből és öt atollból áll. Mivel sok kis szigeten szétszórtan fekszik, ezért a talaja tápanyagban szegény, és összterülete is csak 26 km2. 

## Elhelyezkedése
Tuvalu egy Óceánia területén található szigetcsoport, mely kilenc Dél-Csendes-óceáni szigetből áll, Hawaii és Ausztrália között félúton.
Területe:

összesen:
26 km2

szárazföld:
26 km2
Tengerpart:
24 km

## Domborzat
Az ország alacsony fekvésű, keskeny korallzátonyokból áll. A terület nagyon alacsonyan fekszik. Legmagasabb pontja a tengerszint felett öt méterre magasodik ki.
legalacsonyabb pont:
Csendes-óceán 0 m

legmagasabb pont:
nincs elnevezve 5 m

## Éghajlat
A szigetek területére novembertől márciusig heves eső és viharos nyugati szél, az év többi részében pedig keleti széllel enyhített trópusi időjárás a jellemző. 

## Természeti kincsei
- halak
- kókuszpálma
- korallok
- ti-gyökér
- pandamustfa
- gyönyörű trópusi táj

## Természeti veszélyek, környezeti problémák
A szigetcsoporton a trópusi viharok ritkák, de 1997-ben háromszor is forgószél pusztított a vidéken; ezekre a szigetek alacsony voltuk miatt nagyon érzékenyek.

### Környezeti gondok
Mivel a szigeten nincsenek folyók és a talajvíz sem iható, vízgyűjtő és -tároló rendszerekkel, illetve a tengervíz sómentesítésével oldják meg az ivóvíz hiányának problémáját (a japán kormány már épített egyet és tervezi a következő építését).
A zátonyok eróziója is gondot jelent, mert az itteni épületeket homokból építették.
Az erdők aljnövényzetét kitermelik, hogy ebből nyerjenek üzemanyagot.
A tengeri kagyló tüskéi károkat okoznak a korallzátonyokon.
A globális felmelegedés hatására emelkedik tengerszint. Ezen folyamat következményeire a szigetek alacsony magasságuk miatt érzékenyek.

### Nemzetközi környezetvédelmi szerződések

#### Résztvevő
| Angol név                                                                              | Magyar név                                                                                   |
| -------------------------------------------------------------------------------------- | -------------------------------------------------------------------------------------------- |
| United Nations Framework Convention on Climate Change                                  | Éghajlatváltozási keretegyezmény                                                             |
| The Kyoto Protocol to the United Nations Framework Convention on Climate Change        | Kiotói jegyzőkönyv az éghajlatváltozási keretegyezményhez                                    |
| United Nations Convention to Combat Desertification                                    | ENSZ-egyezmény az elsivatagosodás és az aszály elleni küzdelemről                            |
| Convention on International Trade in Endangered Species of Wild Fauna and Flora        | Egyezmény a veszélyeztetett vadon élő állat- és növényfajok nemzetközi kereskedelméről       |
| United Nations Convention on the Law of the Sea                                        | ENSZ-egyezmény a tengerjogról                                                                |
| Convention on the Prevention of Marine Pollution by Dumping of Wastes and Other Matter | Egyezmény a hulladékok és más anyagok lerakásából eredő tengeri szennyeződések megelőzéséről |
| Convention for the Protection of the Ozone Layer                                       | Egyezmény az ózonréteg védelméről                                                            |
| Convention on the Prevention of Pollution from Ships                                   | Nemzetközi egyezmény a hajókról származó szennyezések megelőzéséről                          |

#### Aláírta, de nemratifikálta
| Angol név                          | Magyar név                          |
| ---------------------------------- | ----------------------------------- |
| Convention on Biological Diversity | Egyezmény a biológiai sokféleségről |

## Lásd még
- Tuvalu
- Tuvalu szigetei